# Zamek w Cadolzburgu
Zamek w Cadolzburgu – gotycka budowla znajdująca się w Cadolzburgu. 

## Źródła
- Daniel Burger, Birgit Friedel: Burgen und Schlösser in Mittelfranken. ars vivendi Verlag, Cadolzburg 2003, ISBN 3-89716-379-9